# 진광중학교
진광중학교(眞光中學校)는 대한민국 강원특별자치도 원주시 우산동에 있는 사립 중학교이다.

## 학교 연혁
- 1967년 9월 26일 : 천주교 원주교구에서 육민관중학교 4학급 인수
- 1967년 10월 10일 : 초대 장화순 교장 취임
- 1967년 11월 25일 : 진광중학교로 교명 변경
- 1967년 11월 30일 : 교사 16교실 낙성 (건평 516평)
- 1968년 3월 1일 : 진광중학교 개교
- 1968년 3월 5일 : 진광중학교 입학식(166명)
- 1969년 2월 14일 : 제1회 졸업식 (56명 남 47명, 여 9명)
- 1969년 3월 27일 : 학교법인 진광학원 설립 인가, 초대 이사장 지학순 주교 취임
- 1973년 9월 25일 : 교사 낙성 및 교사 이전 (우산동)
- 1978년 3월 1일 : 중고 분리
- 2001년 11월 28일 : 요셉관(복지관) 준공
- 2003년 11월 7일 : 다니엘관(대강당) 준공
- 2008년 12월 6일 : 급식소 준공
- 2009년 9월 14일 : 참빛 도서관 개관
- 2016년 5월 26일 : 제3대 이사장 조규만 주교 취임
- 2019년 2월 8일 : 제51회 졸업식 204명 졸업(총 11,413명)
- 2019년 3월 4일 : 신입생 110명 입학
- 2022년 9월 1일 : 제13대 김종원 교장 취임

## 참고 자료
- 진광중학교 - 한국교육학술정보원 학교알리미